# Hedviga de Silezia
Sfânta Hedviga, cunoscută și ca Hedviga de Andechs (în germană Heilige Hedwig von Andechs) sau Hedviga de Silezia (în poloneză Święta Jadwiga Śląska), (n. 1174, Andechs – d. 15 octombrie 1243, Trebnitz, Silezia) a fost principesă a Sileziei. A fost canonizată în anul 1267. Hedviga de Silezia a fost văduvă din 1238, după moartea soțului ei, Henric I cel Bărbos.

## Familia
Tatăl ei, Berthold al IV-lea, a fost conte de Andechs, de Tirol, Carintia și Istria. Mama ei a fost Agnes de Rochlitz, descendentă a Casei de Wettin, care a devenit mai târziu dinastia domnitoare în Saxonia (stema Wettinilor este stema Saxoniei), Polonia, Belgia, Bulgaria etc. 
Sora ei, Gertrud de Andechs, a fost soția regelui Andrei al II-lea al Ungariei.

## Varia
Sfânta Hedviga este patroana Catedralei Catolice din Berlin, precum și a Sileziei.

## Sărbători
Este sărbătorită pe 16 octombrie (calendarul romano-catolic).